# 西恒农郡
西恒农郡，中国南北朝时设置的郡。
北魏永熙三年（534年）改弘农郡置，治所在恒农县（今河南省灵宝市北故函谷关城）。辖境相当今河南省灵宝市西境。北周时废。
1. ↑  臧勵龢 (编). . 香港: 商务印書館香港分館. 1931: 218. ISBN 962-07-5016-0.